# Rhacodactylus sarasinorum
Rhacodactylus sarasinorum — вид гекконов из рода Rhacodactylus.

## Описание
Длина тела 28—30 см. Окраска относительно однотонная, желтовато-бурая или оливковая. На спине с редкими крапинками и мелкими темными точками. Нижняя сторона тела беловатая. Под глазами проходят широкие продольные коричневые полосы. У молодых особей на верхней стороне хвоста располагается рисунок, состоящий из вытянутых ромбовидных светлых пятен с темной оторочкой.

## Ареал
Распространен в южной части Новой Каледонии.

## Образ жизни
Обитает в тропических лесах. Древесный вид — большую часть времени проводит на деревьях, на землю спускается крайне редко. Питается насекомыми и другими беспозвоночными, фруктами.
Самка откладывает до 2-х яиц, закапывая их в почву. Молодые ящерицы вылупляются через 60—90 дней.